# Hidemaro Watanabe
Hidemaro Watanabe (渡部 英麿 Watanabe Hidemaro?,  24 de septiembre de 1924 en Hiroshima, Hiroshima, Imperio del Japón - 12 de octubre de 2011 en Hiroshima, Hiroshima, Japón) fue un futbolista japonés que se desempeñaba como guardameta.
En 1954, Watanabe jugó 2 veces para la selección de fútbol de Japón. Fue elegido para integrar la selección nacional de Japón para los Juegos Asiáticos de 1954.

## Trayectoria

### Clubes
| Club                   | País  | Año  |
| ---------------------- | ----- | ---- |
| Chugoku Electric Power | Japón | ???? |

### Selección nacional
| Selección | País  | Año  |
| --------- | ----- | ---- |
| Absoluta  | Japón | 1954 |

## Estadística de equipo nacional
| Selección de Japón | Selección de Japón | Selección de Japón |
| Año                | Part.              | Goles              |
| ------------------ | ------------------ | ------------------ |
| 1954               | 2                  | 0                  |
| Total              | 2                  | 0                  |